# تن ون کلوستر
تن ون کلوستر (به انگلیسی: Ton van Klooster) (زادهٔ ۱۷ فوریهٔ ۱۹۵۴) شناگر اهل هلند است.